# Never Get Down
Never Get Down è un brano musicale interpretato dalla cantautrice italiana Jo Squillo, pubblicato come singolo il 28 giugno 2011.

## Descrizione
Prodotto da Ben DJ, il brano è stato utilizzato nel 2011 come sigla del programma televisivo TV Moda, condotto dalla stessa Jo Squillo, e in seguito pubblicato come singolo in formato digitale.

## Video musicale
Il videoclip ufficiale del brano è stato pubblicato il 2 agosto 2011 sul canale YouTube di TV Moda, e vede Jo Squillo eseguire la canzone a bordo di una cabriolet per le strade di Miami Beach.

## Tracce
Download digitale
1. Never Get Down (Ben DJ Original Edit) - 2:54
2. Never Get Down (Ben DJ Extended Mix) - 4:56
3. Never Get Down (Tv Moda Original Soundtrack) - 3:49